# Pachytychius hordei
Pachytychius hordei é uma espécie de insetos coleópteros polífagos pertencente à família Curculionidae.
A autoridade científica da espécie é Brullé, tendo sido descrita no ano de 1832.
Trata-se de uma espécie presente no território português.